# Ascot
Ascot – wieś w Wielkiej Brytanii, w Anglii, w hrabstwie ceremonialnym Berkshire, 10 km na południe od zamku królewskiego Windsor i około 45 km na zachód od centrum Londynu.
Ascot jest znane z racji rozgrywanych tutaj wyścigów konnych Royal Ascot Racecourse. Są to jedne z najbardziej znanych i prestiżowych wyścigów na świecie. Ich historia sięga roku 1711, a w gronie obserwatorów zasiada brytyjska rodzina królewska, w której stajniach znajdują się jedne z najszybszych i najpiękniejszych angielskich koni. Impreza jest ważnym brytyjskim wydarzeniem społecznym: stanowi okazję do prezentacji najnowszych kreacji i – często niezwykle fantazyjnych – damskich kapeluszy, jest też zwykle szeroko komentowana w brytyjskich mediach.